# Madonna (album de …And You Will Know Us by the Trail of Dead)
Pour les articles homonymes, voir Madonna (homonymie).
Albums de …And You Will Know Us by the Trail of Dead
…And You Will Know Us by the Trail of Dead
(1998) Source Tags & Codes
(2002)
Madonna est le deuxième album studio du groupe américain …And You Will Know Us by the Trail of Dead. Il est sorti le 19 octobre 1999 sur le label Merge Records.

## Contexte et production
L'artwork représente une déesse hindoue peinte par Conrad Keely appelée Portrait of Kali. L'arrière de la pochette est une autre peinture, Tribute to Ed Wicklander par James Neslo, un clin d'œil à un sculpteur de Seattle.

## Liste des pistes
| No  | Titre                                          | Durée |
| --- | ---------------------------------------------- | ----- |
| 1.  | And You Will Know Them…                        | 0:31  |
| 2.  | Mistakes & Regrets                             | 3:46  |
| 3.  | Totally Natural                                | 4:16  |
| 4.  | Blight Takes All                               | 4:43  |
| 5.  | Clair de Lune                                  | 3:26  |
| 6.  | Flood of Red                                   | 3:53  |
| 7.  | Children of the Hydra's Teeth                  | 1:22  |
| 8.  | Mark David Chapman                             | 4:10  |
| 9.  | Up from Redemption                             | 0:22  |
| 10. | Aged Dolls                                     | 7:17  |
| 11. | The Day the Air Turned Blue                    | 1:03  |
| 12. | A Perfect Teenhood                             | 5:17  |
| 13. | Sigh Your Children (comprend un morceau caché) | 5:22  |

## Informations sur les pistes
"Totally Natural" parle des acteurs d'Hollywood qui jouent aussi dans des groupes de rock.

## Personnel
- Conrad Keely
- Jason Reece
- Kevin Allen
- Neil Busch (non crédité)
- Musiciens supplémentaires : Julie Pomerleau, Carolyn Cremona, Clay Embry, Jimmy Burdine (cuivres), Steven Hall (batterie).